# جاي بارني
جاي بارني (بالإنجليزية: Jay Barney)‏ هو اقتصادي أمريكي، ولد في 1954.